# 닐스헤닝 외르스테드 페데르센

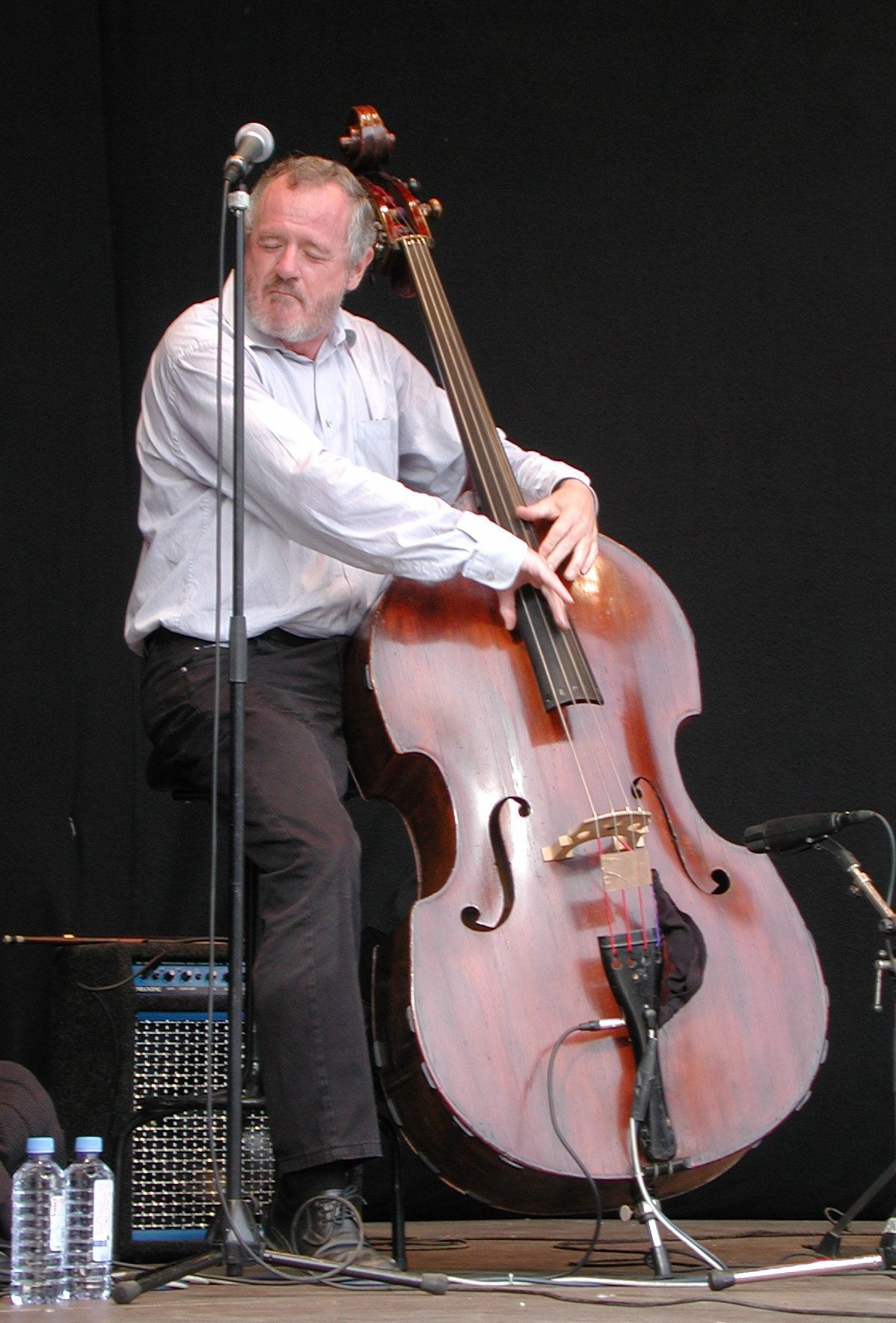

닐스헤닝 외르스테드 페데르센(Niels-Henning Ørsted Pedersen, 1946년 5월 27일 ~ 2005년 4월 19일)는 덴마크 출신의 재즈 콘트라베이스 연주자이다. 흔히 이름의 앞 글자를 따서 NHØP라고 부른다. 두 손가락으로 연주하는 일반적인 콘트라베이스 주법 대신 네 손가락을 모두 사용하는 현란하고 빠른 주법으로 유명하다.

## 삶
오스카 피터슨 트리오의 베이시스트로 오랜 기간 활동하였다.

## 방한
- 1999년 - 멀그루 밀러 듀오
- 2001년 - NHØP 트리오

## 수상내역
- 1991년 - 북유럽 이사회 음악상